# Lojze Filipič
Lojze Filipič, slovenski dramaturg, esejist, kritik in publicist, * 19.  junij 1921, Lahonci, † 21. april 1975, Ljubljana.

## Življenje in delo
Dramaturgijo je študiral na Akademiji za gledališče, radio, film in televizijo v Ljubljani. V letih 1951 do 1955 je bil umetniški vodja in dramaturg Slovenskega ljudskega gledališča v Celju, ki se je pod njegovim vodstvom uveljavilo kot eno najizrazitejših slovenskih gledališč tedanjega časa. Kot dramaturg je v letih 1955 do 1963 delal v ljubljanski Drami, nato pa je bil vse do smrti izmenično direktor, dramaturg in umetniški vodja Mestnega gledališča ljubljanskega. Napisal je več 100 esejev,  člankov, kritik, poročil in študij. Uredil je številne publikacije in knjige in jim napisal uvode. V Celju in Ljubljani je bil urednik gledališkega lista, ki se je pod njegovim vodstvom razvil v pravo strokovno revijo.
Izbor Filipičevih dramaturških in drugih spisov je po njegovi smrti izšel v knjigah Živa dramaturgija : 1952-1975 (COBISS) in Gledališče, kultura, družba (COBISS). Prejel je Župančičevo nagrado (1967) in nagrado Prešernovega sklada (1971). 